# Rakeedhoo
Rakeedhoo (ރަކީދޫ, auch: Rakidu) ist eine Insel des Felidhu-Atolls im Süden des Inselstaates Malediven in der Lakkadivensee des Indischen Ozeans. Sie gehört zum Verwaltungsatoll Vaavu und hatte 2014 101 Bewohner.

## Geographie
Die Insel ist die südlichste Insel des Atolls. Sie misst etwas weniger als 200 m im Durchmesser und ist dicht bebaut.
Im Süden schließt sich das kleine Vattaru-Atoll an, welches an seiner Südspitze nur eine winzige unbewohnte Insel aufweist und ebenfalls zu Vaavu gehört.